# Glen Vella
Glen Vella (* 14. Mai 1984 auf Malta) ist ein maltesischer Sänger. Er vertrat sein Heimatland beim Eurovision Song Contest 2011.

## Leben
Glen Vella wurde am 14. Mai 1984 auf Malta geboren.
Er begann seine Musikerkarriere im Alter von 13 Jahren. Vella lernte zunächst in Malta Klavierspielen und erhielt Gesangsunterricht, bevor er seine musikalische Ausbildung am Victoria College of Music in London fortsetzte. Er gehörte zu den Mitbegründern des Animae Gospel Choir, einem der bekanntesten Chöre seines Landes. Als Sänger trat Glen Vella in verschiedenen Musicalproduktionen in Malta auf. Dazu gehörten Jesus Christ Superstar und Godspell sowie die Musikshow ABBA Mania. Darüber hinaus war er regelmäßiger Gast in maltesischen Fernsehsendungen wie Kalamita, Showtime, Sa 6 und Sibtijiet Flimkien.
2005 nahm Vella das erste Mal bei einer nationalen Vorentscheidung zum Eurovision Song Contest teil. Sein Song Appreciate konnte jedoch nur den sechsten Platz belegen. Zusammen mit der Sängerin Pamela stellte er 2008 das Lied Loved by you dem maltesischen Publikum vor, kam damit aber nicht über das nationale Semifinale hinaus. Im Folgejahr ging er mit der Musikgruppe Q in den nationalen Vorentscheid. Das Lied Before you walk away erreichte 2009 den dritten Platz in Maltas Finale. 2010 trat Glen Vella in diesem Wettbewerb wieder als Solokünstler auf und erreichte in der nationalen Endausscheidung mit dem Stück Just a little more love den zweiten Platz. Zudem gewann er 2010 bei den Malta Music Awards die Auszeichnung als Bester männlicher Künstler.
Am 12. Februar 2011 fand die nationale Vorentscheidung für die Teilnahme am Eurovision Song Contest des Jahres 2011 in Düsseldorf statt. Bei der vom Fernsehsender Public Broadcasting Services übertragenen Show im Mediterranean Conference Centre in Maltas Hauptstadt Valletta nahm Glen Vella mit dem Lied One Life teil und belegte den ersten Platz. Ermittelt wurde der Gewinner durch Televoting (33 %) und Juryentscheidung (67 %). Der Text des Siegertitels stammte von Fleur Balzan, der Komponist war Paul Giordimaina. Vella präsentierte das Lied in Düsseldorf am 10. Mai 2011 im ersten Halbfinale des internationalen Wettbewerbs. Sein Titel konnte sich aber nicht für das Finale qualifizieren, er verpasste den Finaleinzug um nur einen Punkt.
2014 bewarb sich Vella mit dem Lied Breakaway beim Vorentscheid Malta Eurovision Song Contest 2015 und erreichte im Finale den 3. Platz.